# Jan Jankowicz
Jan Władysław Jankowicz (ur. 9 grudnia 1932 w Skarżysku Kamiennej, zm. 3 czerwca 2019) – gimnastyk sportowy, olimpijczyk z Tokio 1964.
Wielokrotny mistrz Polski w:
- wieloboju – w latach 1957, 1958, 1963
- ćwiczeniach na poręczach – w latach 1957, 1958, 1961, 1963
- ćwiczeniach na kółkach – w latach 1957, 1958, 1963
- skoku przez konia – w latach 1957, 1958
- ćwiczeniach na drążku – w roku 1962.

Podczas igrzysk olimpijskich w 1964 w Tokio zmagał się z ciężką kontuzją nogi. W wyniku złego leczenia po olimpiadzie stracił nogę.
Na olimpiadzie w Tokio uzyskał następujące wyniki:
- wielobój, 37. miejsce;
- ćwiczenia wolne, 18. miejsce;
- koń z łękami, 54. miejsce;
- kółka, 34. miejsce;
- poręcze, 101. miejsce;
- skok przez konia, 7. miejsce;
- drążek, 42. miejsce.